# Pegasus
 For alternative betydninger, se Pegasus (flertydig). (Se også artikler, som begynder med Pegasus)
Pegasus (fra græsk: Πήγασος Pégasos) er i den græske mytologi en vinget hest, der er søn af Poseidon og Medusa. Den blev til af Medusas blod, da Perseus huggede hovedet af hende.
Pegasus er symbol på digternes inspiration. Den har fået opkaldt et stjernebillede efter sig og bliver brugt som ridehest af Zeus, når han har travlt.
Med sine hove åbnede den Hippokrene, musernes kilde på Helikon. Den der drak af kildens vand blev inspireret til at digte og synge. Pegasus er symbol på digterevnen eller digtningen.